# Curling-Continental-Cup
Der Curling-Continental-Cup ist ein jährlich stattfindendes Curlingturnier, außer in der olympischen Saison, zwischen den Mannschaften aus Nordamerika und der restlichen Welt. Jede Mannschaft besteht aus 6 Teams (3 Frauen und 3 Männer). Vorbild ist der Ryder Cup der Golfer.

## Teilnehmer
Die World Curling Federation bestimmt die Mannschaft des Weltteams. Die nordamerikanische Mannschaft besteht aus 4 kanadischen Teams von der Canadian Curling Association und 2 Teams aus den Vereinigten Staaten der United States Curling Association.

### Mixed
| Jahr | Sieger Mixed-Doppel | Ergebnis |
| ---- | ------------------- | -------- |
| 2002 | Europa              | 24:12    |
| 2003 | Nordamerika         | 24:12    |
| 2004 | Nordamerika         | 21:15    |
| 2006 | Nordamerika         | 24:12    |
| 2007 | Nordamerika         | 27:9     |
| 2008 | Welt                | 27:9     |

### Einzel
Im Einzel gibt es sechs Begegnungen (je 3 pro Geschlecht). Der Sieger erhält vier Punkte pro Begegnung. Zusätzlich erhält die Mannschaft mit der besseren Gesamtpunktzahl acht Zusatzpunkte.
Im Spiel gibt es folgendes Punktesystem:
- 0 Punkte für einen Fehlstein
- 1 Punkt wenn der Stein im Spiel bleibt aber nicht im Haus landet
- Eine höhere Punktzahl hängt davon ab, wo der Stein schließlich landet, bis maximal 5 Punkte wenn der Stein im Zentrum landet.

| Jahr | Siegermannschaft | Ergebnis | Bester Spieler                                                   | Beste Spielerin                 |
| ---- | ---------------- | -------- | ---------------------------------------------------------------- | ------------------------------- |
| 2002 | Europa           | 24:8     | Kevin Martin (27 Punkte)                                         | Katarina Nyberg (24 Punkte)     |
| 2003 | Europa           | 20:12    | Magnus Swartling (22 Punkte)                                     | Marianne Haslum (15 Punkte)     |
| 2004 | Nordamerika      | 28:4     | Randy Ferbey (21 Punkte)                                         | Patti Lank (20 Punkte)          |
| 2006 | Europa           | 18:14    | Flemming Davanger (22 Punkte) Markku Uusipaavalniemi (22 Punkte) | Kelly Scott (22 Punkte)         |
| 2007 | Nordamerika      | 28:4     | Team Glenn Howard (26 Punkte)                                    | Team Jennifer Jones (26 Punkte) |
| 2008 | Welt             | 22:10    | Team Wang Fengchun (20 Punkte)                                   | Team Wang Bingyu (18 Punkte)    |

### Mannschaft
Der Mannschaftsabschnitt besteht aus 12 Acht-End Spielen, wobei jedes Team 2 Spiele bestreiten muss. Der Sieger bekommt 6 Punkte, bei einem Unentschieden erhält jede Mannschaft 3 Punkte.
| Jahr | Siegermannschaft | Ergebnis |
| ---- | ---------------- | -------- |
| 2002 | Nordamerika      | 48:24    |
| 2003 | Europa           | 42:30    |
| 2004 | Nordamerika      | 45:27    |
| 2006 | Unentschieden    | 36:36    |
| 2007 | Unentschieden    | 36:36    |
| 2008 | Welt             | 45:27    |

### Skins
Dieser ist der letzte Abschnitt und der bei dem man die meisten Punkte holen kann.
Die Punkte für die Spiele verteilen sich wie folgt:
| Spiel                    | 1 | 2 | 3 | 4 | 5 | 6 | 7  | 8  |
| ------------------------ | - | - | - | - | - | - | -- | -- |
| 20 Punkte (2007-Aktuell) | 1 | 1 | 2 | 2 | 2 | 2 | 4  | 6  |
| 30 Punkte (2002–2006)    | 2 | 2 | 3 | 3 | 3 | 4 | 6  | 7  |
| 30 Punkte (2007-Aktuell) | 1 | 1 | 3 | 3 | 3 | 4 | 6  | 9  |
| 40 Punkte (2002–2006)    | 2 | 2 | 4 | 4 | 5 | 6 | 7  | 10 |
| 55 Punkte (2007-Aktuell) | 4 | 4 | 5 | 6 | 6 | 8 | 10 | 12 |
| 60 Punkte (2002–2006)    | 4 | 4 | 6 | 6 | 7 | 9 | 11 | 13 |

| Jahr | Skins Sieger | Punkte  | Herren                           | Damen                                  |
| ---- | ------------ | ------- | -------------------------------- | -------------------------------------- |
| 2002 | Nordamerika  | 139:121 | Kevin Martin 43:17 Peja Lindholm | Colleen Jones 41:19 Elisabet Gustafson |
| 2003 | Europa       | 134:113 | Randy Ferbey 30:17 Peja Lindholm | Anette Norberg 60:0 Sherry Middaugh    |
| 2004 | Nordamerika  | 134:126 | Randy Ferbey 47:13 Peja Lindholm | Anette Norberg 41:19 Colleen Jones     |
| 2006 | Europa       | 163:97  | Brad Gushue 43:17 David Murdoch  | Anette Norberg 32:28 Shannon Kleibrink |
| 2007 | Nordamerika  | 199:61  | Glenn Howard 47:8 David Murdoch  | Kelly Scott 33:22 Kelly Wood           |
| 2008 | Nordamerika  | 150:110 | Kevin Martin 40:15 Thomas Ulsrud | Anette Norberg 41:14 Jennifer Jones    |

### Continental Cups
| Jahr         | Austragungsort               | Sieger      | Nordamerika | Welt / Europe |
| ------------ | ---------------------------- | ----------- | ----------- | ------------- |
| 2002 Details | Regina, Saskatchewan         | Nordamerika | 207         | 193           |
| 2003 Details | Thunder Bay, Ontario         | Europa      | 208         | 179           |
| 2004 Details | Medicine Hat, Alberta        | Nordamerika | 228         | 172           |
| 2006 Details | Chilliwack, British Columbia | Europa      | 229         | 171           |
| 2007 Details | Medicine Hat, Alberta        | Nordamerika | 290         | 110           |
| 2008 Details | Camrose, Alberta             | Weltteam    | 208         | 192           |
| 2011 Details | St. Albert, Alberta          | Nordamerika | 298         | 102           |
| 2012 Details | Langley, British Columbia    | Weltteam    | 165         | 235           |
| 2013 Details | Penticton, British Columbia  | Nordamerika | 37          | 23            |
| 2014 Details | Las Vegas, Nevada            | Nordamerika | 36          | 24            |
| 2015 Details | Calgary, Alberta             | Kanada      | 42          | 18            |
| 2016 Details | Las Vegas, Nevada            |             |             |               |